# Kent Andersson (actor)
Kent Yngve Andersson, (Lundby, Gotemburgo 2 de diciembre de 1933 - Lundby, Gotemburgo 3 de noviembre de 2005) fue un actor, guionista y dramaturgo sueco.

## Infancia y carrera
Kent Andersson creció en una familia obrera con seis hermanos en el barrio de Rambergsstaden en Hisingen. Su humilde origen marcó muchas de sus poesías, letras de canciones y obras teatrales. En su adolescencia trabajó en una fábrica de papel antes de embarcarse. Al regresar a su ciudad natal, debutó como actor en el Atelierteatern. Hizo su debut cinematográfico en Vildfåglar en 1955. Se unió a la escuela de teatro del Teatro de la Ciudad de Gotemburgo en 1958 y a principios de la década de 1960 hizo sus primeros roles en televisión. Desde temprano comenzó a escribir y dirigir obras teatrales. Junto con Bengt Bratt, escribió la trilogía notable Flotten, Hemmet y Sandlådan entre 1967 y 1969..
Estas obras se representaron ampliamente en toda Europa y fueron adaptadas para la televisión en 1972, con Kent Andersson en el elenco. También junto a Bengt Bratt, escribió el guion para la serie de televisión Blå gatan, a veces considerada la primera telenovela de Suecia.
A finales de la década de 1970, Kent Andersson trabajó en el Folkteatern de Gotemburgo, donde fue responsable de los revues políticos Kvastrevyerna. Originario de Gotemburgo, se trasladó a Estocolmo durante unos años a finales de la década de 1980 para trabajar en el Dramaten. Durante su tiempo en Estocolmo, creó su propio revue Kent på Göta Lejon y actuó en la farsa Oj då, en till! en Folkan.
Andersson participó activamente en televisión y cine. Es recordado por su papel como el borracho Ville Vingåker en la popular serie de televisión Hedebyborna de 1978 a 1982. Otro papel memorable fue como filósofo de Gotemburgo en Göta Kanal de 1981. También participó en comedias y colaboró con Stefan & Krister en algunas de sus producciones. Entre sus roles más serios se encuentra el empresario en Dom unga örnarna de Kjell Sundvall en 1982 y como vendedor ambulante en Storstad de 1990 a 1991. En la serie de televisión Duo jag (1991, tres partes) interpretó a uno de los miembros de una pareja junto a Gösta Ekman; la directora fue Marie-Louise Ekman.
Entre 1996 y 2004, Kent Andersson cosechó grandes éxitos con sus propios revues en el teatro Aftonstjärnan en Lindholmen, Hisingen, Gotemburgo. Recibió el Premio Teatral de la Academia Sueca en 1970, la beca De Wahl del Sindicato de Actores en 1971 y la medalla real Litteris et artibus en 1980. Fue el primer galardonado con la beca Lasse Dahlquist en 1989 y fue nombrado doctor honoris causa en Filosofía por la Universidad de Gotemburgo en 2005.
Andersson falleció inesperadamente ese mismo año durante los ensayos para una producción de Ett drömspel de Strindberg en el Teatro de la Ciudad de Gotemburgo.Fue enterrado en el cementerio Lundby nya en Gotemburgo.

## Teatro

### Obras y otros trabajos escénicos
Fuente: Anders Wällhed: Jag söker en människa : minnesbok om skådespelaren, dramatikern och poeten Kent Andersson.
| Año       | Título                                        | Autor                                                                                            | Director                 | Estreno                            |
| --------- | --------------------------------------------- | ------------------------------------------------------------------------------------------------ | ------------------------ | ---------------------------------- |
| 1964      | En una avenida en algún lugar                 | Kent Andersson                                                                                   | Kent Andersson           | Teatro de la Ciudad de Gotemburgo  |
| 1965      | Blå gatan                                     | Kent Andersson, Bengt Bratt                                                                      | Bo Hermansson            | SVT                                |
| 1967      | Flotten                                       | Kent Andersson                                                                                   | Lennart Hjulström        | Teatro de la Ciudad de Gotemburgo  |
| 1968      | Hemmet                                        | Kent Andersson, Bengt Bratt                                                                      | Lennart Hjulström        | Teatro de la Ciudad de Gotemburgo  |
| 1969      | Sandlådan                                     | Kent Andersson                                                                                   | Lennart Hjulström        | Teatro de la Ciudad de Gotemburgo  |
| 1971      | El permiso                                    | Kent Andersson, Bengt Bratt                                                                      | Lennart Hjulström        | Teatro de la Ciudad de Gotemburgo  |
| 1972      | Agnes                                         | Kent Andersson                                                                                   | Hans Bergström           | Teatro de la Ciudad de Gotemburgo  |
| 1975-1976 | Mezcla familiar                               | Kent Andersson, Staffan Göthe y otros                                                            | Finn Poulsen             |                                    |
| 1976      | Gropen                                        | Kent Andersson                                                                                   | Mats Johansson           | Teatro de la Ciudad de Gotemburgo  |
| 1976-1977 | La escoba                                     | Kent Andersson, Bengt Bratt, Staffan Göthe, Agneta Pleijel y otros                               | Lennart Hjulström        | Folkteatern, Gotemburgo            |
| 1977      | La situación                                  | Kent Andersson                                                                                   | Ola Lindegren            | Teatro de la Ciudad de Gotemburgo  |
| 1978      | Nueva escoba                                  | Kent Andersson, Bengt Bratt                                                                      | Lennart Hjulström        | Folkteatern, Gotemburgo            |
| 1979      | Shock                                         | Kent Andersson                                                                                   | Finn Poulsen             | Folkteatern, visita                |
| 1979-1980 | Escoba nuclear                                | Kent Andersson, Göran Sonnevi, Tage Danielsson, Agneta Pleijel, Rolf Börjlind, August Strindberg | Lennart Hjulström        | Folkteatern, Gotemburgo            |
| 1980      | Conflicto de escoba                           | Kent Andersson, Bengt Bratt, Lennart Hjulström, Kim Lantz                                        | Lennart Hjulström        | Folkteatern, Gotemburgo            |
| 1980      | Tierra feliz                                  | Kent Andersson                                                                                   | Lennart Hjulström        | Folkteatern, Gotemburgo            |
| 1982      | El ala                                        | Kent Andersson                                                                                   | Lennart Hjulström        | Folkteatern, Gotemburgo            |
| 1985      | El musical Kent                               | Kent Andersson                                                                                   | Olle Ljungberg           | Teatro Göta Lejon                  |
| 1986-1987 | La rosa silvestre                             | Kent Andersson, Bengt Bratt                                                                      | Roland Hedlund           | Folkteatern, Gotemburgo            |
| 1987      | Júbilo y posibilidades                        | Kent Andersson, Bengt Bratt                                                                      | Lennart Hjulström        | Folkteatern en Suecia              |
| 1989      | Hjalmar y Anna                                | Kent Andersson, Lennart Hjulström                                                                | Lennart Hjulström        | Folkteatern en Suecia              |
| 1990-1991 | La rosa roja                                  | Kent Andersson, Allan Edwall y otros                                                             | Sven Andrén              | Folkteatern visita                 |
| 1992      | Un revue en el momento oportuno               | Kent Andersson, Kim Lantz, Sven Hugo Persson y otros                                             | Brossner, Holmberg       | Folkteatern en Suecia              |
| 1991-1992 | El café del señor Månsson                     | Kent Andersson, Carsten Palmaer, Carl Z. y otros                                                 | Lina Ekdahl, Sven Andrén | Folkteatern, Gotemburgo            |
| 1992-1993 | Perros sin dueño                              | Kent Andersson                                                                                   | Eyvind Andersen          | Teatro Halland                     |
| 1992      | La calle feliz                                | Kent Andersson, Bengt Bratt                                                                      | Peter Schildt            | Folkteatern, Gotemburgo            |
| 1994      | Uno se acostumbra, uno se estira              | Kent Andersson                                                                                   | Med Reventberg           | Teatro de la Ciudad de Estocolmo   |
| 1996      | El juego de cada uno                          | Kent Andersson                                                                                   | Ivo Cramér               | Juego de iglesia, Strömstad        |
| 1996      | Gente fina                                    | Kent Andersson                                                                                   | Thommy Berggren          | Dramaten                           |
| 1997      | Bajo la estrella de la tarde                  | Kent Andersson, Anders Wällhed                                                                   | Anders Wällhed           | Teatro Aftonstjärnan               |
| 1998      | Un acto en tiempos de elección                | Kent Andersson, Anders Wällhed                                                                   | Anders Wällhed           | Teatro Aftonstjärnan               |
| 1998      | La espada y el valor humano                   | Kent Andersson                                                                                   | Ivo Cramér               | Kyrkobacken Strömstad              |
| 1999      | En el resplandor de la estrella de la tarde   | Kent Andersson, Anders Wällhed                                                                   | Anders Wällhed           | Teatro Aftonstjärnan               |
| 2000      | La estrella de la tarde brilla de nuevo       | Kent Andersson, Anders Wällhed                                                                   | Anders Wällhed           | Teatro Aftonstjärnan               |
| 2002      | En la época de la estrella de la tarde / gira | Kent Andersson, Anders Wällhed                                                                   | Anders Wällhed           | Riksteatern                        |
| 2002      | El albañil rotatorio                          | Kent Andersson, Anders Wällhed                                                                   | Anders Wällhed           | Radioteatern en Gotemburgo         |
| 2003      | En el siglo de la estrella de la tarde        | Kent Andersson, Anders Wällhed, Mats Kjelbye                                                     | Anders Wällhed           | Teatro Aftonstjärnan               |
| 2004      | Tierra que bendeciste                         | Kent Andersson, Anders Wällhed                                                                   | Anders Wällhed           | Teatro de la Ciudad de Helsingborg |
| 2005      | Nueva balsa                                   | Kent Andersson                                                                                   | Eyvind Andersen          | Teatro del condado de Jönköping    |

Aquí está la traducción al castellano del texto:

### Roles (no completo)
| Año  | Rol                            | Producción                                                  | Director                       | Teatro                            |
| ---- | ------------------------------ | ----------------------------------------------------------- | ------------------------------ | --------------------------------- |
| 1955 | Harald Webster, hijo y hermano | Los bellos William Saroyan                                  | Tuve Nyström                   | Atelierteatern                    |
| 1970 | Christopher Mahon              | El héroe en la isla verde John Millington Synge             | Mats Johansson                 | Teatro de la Ciudad de Gotemburgo |
| 1985 | Participante                   | Kent Kent Andersson, Carl-Axel Dominique y Monica Dominique | Olle Ljungberg                 | Teatro Göta Lejon                 |
| 1987 |                                | ¡Oops!... ¡otro más?! Ray Cooney y Tony Hilton              | Chris Johnston                 | Folkan                            |
| 1993 | Pauline Winge                  | En el caso de la señora Vennerman Marie-Louise Ekman        | Gösta Ekman Marie-Louise Ekman | Kilen, Kulturhuset, Estocolmo     |
| 1996 | Jodelet Marotte                | Los preciosos ridículos Molière                             | Thommy Berggren                | Dramaten                          |
| 1996 | Elon Falk                      | Gente fina Kent Andersson                                   | Thommy Berggren                | Dramaten                          |
| 2002 | Jeppe                          | Jeppe en la montaña Ludvig Holberg                          | Ivo Cramér                     | Teatro del castillo de Gunnebo    |
| 2003 | Jeppe                          | Jeppe en la montaña Ludvig Holberg                          | Ivo Cramér                     | Teatro del castillo de Gunnebo    |

## Discografía
- La Flota: obra con textos / de Kent Andersson. LP. Telestar: TRS 11055. 1968.
- Niños sucios. Maria Hörnelius canta a Kent Andersson. LP. PROLP 183. 1983 - Contenido: 1. Cielo sobre Gårda; 2. Balada de Majken Olsson; 3. La astucia de los zorros; 4. WC en el desván; 5. Canción de verano; 6. El esclavo; 7. Duerme, pequeño animal; 8. La fuente; 9. Nueva mañana; 10. Ven, niños sucios.
- Corazón transparente. Textos de Kent Andersson & Nils Ferlin; Moa & Joel Torstensson. CD. JTP03. 2007.
- El Paso. El grupo musical KAL interpreta poemas musicados de Kent Andersson. CD. BGCD070425. 2007.
- Una canción para Kent. Canciones de Kent Andersson interpretadas por Maria Hörnelius, Bernt Andersson & Kjell Jansson. CD. Eld Records: ER16. 2008.

## Premios y Distinciones
- 1967 – Beca de Literatura y Arte de ABF
- 1967 – Premio de Literatura de la revista Vi
- 1970 – Premio de Teatro de la Academia Sueca
- 1971 – Beca De Wahl del Sindicato de Actores
- 1980 – Litteris et artibus
- 1989 – Beca Lasse Dahlquist
- 1997 – Beca Karl Gerhard
- 2002 – Premio de Honor Karl Gerhard
- 2005 – Doctor honoris causa en Filosofía, Universidad de Gotemburgo